# 증재
밴드 세기말 DJ
정크필름 뮤직비디오 디렉터